# Neosparassus diana
Neosparassus diana är en spindelart som först beskrevs av Ludwig Carl Christian Koch 1875.  Neosparassus diana ingår i släktet Neosparassus och familjen jättekrabbspindlar. Inga underarter finns listade i Catalogue of Life.